# 샹수이현
샹수이현(한국어: 향수현, 중국어: 响水县, 병음: Xiǎngshuǐ Xiàn)은 중화인민공화국 장쑤성 옌청 시의 현급 행정구역이다. 롄윈강, 화이안과 이웃하고 있다. 넓이는 997km2이고, 인구는 2007년 기준으로 610,000명이다. 샹수이는 1966년에 설립되었고 장쑤 성의 경제 개혁 정책을 위한 시범 현이다.

## 지리
북쪽의 관허는 장쑤 성 내를 흐르는 강으로 서쪽에서 동쪽으로 흐르고 황해로 빠져나간다. 43km의 해안선이 있고 바다 건너 한국 및 일본과 마주하고 있다.
주요 천연 자원은 해양 지역과 습지대를 포함한다. 현은 현재 중국에서 가장 큰 해염 생산지 중 하나이다.
샹수이는 해양성 계절풍 기후로 습하고 변덕스러운 바람이 불고 사계절이 뚜렷하다. 평균 기온은 14 °C이고 7월에 가장 더울 때는 38.7 °C까지 올라가기도 하고 1월에 가장 추울 때는 -17 °C까지 떨어지기도 한다. 6월 중순부터 7월까지 우기가 있고 연평균 강수량은 1000mm 정도이다. 무상기일은 209일이다.

### 기후
| Xiangshui (1981−2010)의 기후                   | Xiangshui (1981−2010)의 기후 | Xiangshui (1981−2010)의 기후 | Xiangshui (1981−2010)의 기후 | Xiangshui (1981−2010)의 기후 | Xiangshui (1981−2010)의 기후 | Xiangshui (1981−2010)의 기후 | Xiangshui (1981−2010)의 기후 | Xiangshui (1981−2010)의 기후 | Xiangshui (1981−2010)의 기후 | Xiangshui (1981−2010)의 기후 | Xiangshui (1981−2010)의 기후 | Xiangshui (1981−2010)의 기후 | Xiangshui (1981−2010)의 기후 |
| 월                                             | 1월                          | 2월                          | 3월                          | 4월                          | 5월                          | 6월                          | 7월                          | 8월                          | 9월                          | 10월                         | 11월                         | 12월                         | 연간                         |
| ---------------------------------------------- | ---------------------------- | ---------------------------- | ---------------------------- | ---------------------------- | ---------------------------- | ---------------------------- | ---------------------------- | ---------------------------- | ---------------------------- | ---------------------------- | ---------------------------- | ---------------------------- | ---------------------------- |
| 역대 최고 기온 °C (°F)                         | 17.7 (63.9)                  | 24.1 (75.4)                  | 26.6 (79.9)                  | 31.1 (88.0)                  | 34.4 (93.9)                  | 37.2 (99.0)                  | 37.2 (99.0)                  | 36.8 (98.2)                  | 34.4 (93.9)                  | 29.0 (84.2)                  | 27.4 (81.3)                  | 20.4 (68.7)                  | 37.2 (99.0)                  |
| 일평균 최고 기온 °C (°F)                       | 5.6 (42.1)                   | 8.4 (47.1)                   | 13.4 (56.1)                  | 19.5 (67.1)                  | 24.8 (76.6)                  | 28.9 (84.0)                  | 30.2 (86.4)                  | 29.5 (85.1)                  | 26.4 (79.5)                  | 21.7 (71.1)                  | 14.6 (58.3)                  | 8.0 (46.4)                   | 19.2 (66.6)                  |
| 일일 평균 기온 °C (°F)                         | 0.8 (33.4)                   | 3.1 (37.6)                   | 7.5 (45.5)                   | 13.5 (56.3)                  | 19.0 (66.2)                  | 23.6 (74.5)                  | 26.4 (79.5)                  | 25.9 (78.6)                  | 22.0 (71.6)                  | 16.3 (61.3)                  | 9.2 (48.6)                   | 3.0 (37.4)                   | 14.2 (57.5)                  |
| 일평균 최저 기온 °C (°F)                       | −2.8 (27.0)                  | −1.0 (30.2)                  | 2.7 (36.9)                   | 8.1 (46.6)                   | 13.8 (56.8)                  | 19.2 (66.6)                  | 23.3 (73.9)                  | 23.0 (73.4)                  | 18.4 (65.1)                  | 11.9 (53.4)                  | 4.6 (40.3)                   | −0.9 (30.4)                  | 10.0 (50.0)                  |
| 역대 최저 기온 °C (°F)                         | −10.7 (12.7)                 | −10.6 (12.9)                 | −5.5 (22.1)                  | −1.5 (29.3)                  | 2.3 (36.1)                   | 11.4 (52.5)                  | 19.1 (66.4)                  | 14.0 (57.2)                  | 11.3 (52.3)                  | 2.7 (36.9)                   | −4.5 (23.9)                  | −11.4 (11.5)                 | −11.4 (11.5)                 |
| 평균 강수량 mm (인치)                          | 22.3 (0.88)                  | 26.3 (1.04)                  | 37.4 (1.47)                  | 46.0 (1.81)                  | 72.6 (2.86)                  | 101.8 (4.01)                 | 238.6 (9.39)                 | 166.4 (6.55)                 | 95.6 (3.76)                  | 39.9 (1.57)                  | 37.6 (1.48)                  | 17.7 (0.70)                  | 902.2 (35.52)                |
| 평균 상대 습도 (%)                             | 69                           | 72                           | 70                           | 70                           | 74                           | 76                           | 84                           | 86                           | 83                           | 77                           | 73                           | 69                           | 75                           |
| 출처: China Meteorological Data Service Center |                              |                              |                              |                              |                              |                              |                              |                              |                              |                              |                              |                              |                              |

## 교통
샹수이의 도로 교통은 G204, S307, 징후(베이징-상하이)고속도로, 장쑤 해안고속도로에 기대고 있다. G204와 S307은 현을 동서로 통과하고 징후 고속도로와 해안 고속도로는 남북 방향으로 통과한다. 수상 교통은 두 개의 주요 강인 퉁위 운하와 관허 강에 의지한다. 천자강 항은 관허의 하구에 위치한 국제 화물 교통의 입구이다. 항구는 롄윈강 항에서 36km 떨어져있다.

## 경제
샹수이는 전통적인 소금 생산지였으나 현재는 중요한 농경지이다. 농업 소득은 현 소득의 30%를 차지한다. 주요 농산물로는 쌀, 면화, 과일, 가축과 야채가 있다. 게다가 수산물로 전국적으로 명성을 얻고 있으며 물고기, 게, 새우 등을 포함한 200가지 이상의 해산물이 생산된다. 현의 공업 부문은 초창기 형성될 때처럼 방직, 화학, 기계, 식품 제조, 제약업이 주를 이루고 있다.
2000년 전까지 샹수이는 오염되지 않은 환경과 조화로운 생태계가 있는 농경지대였다. 그러나 장쑤 성 남부의 엄격한 규제 때문에 최근 많은 화학 공장들이 상대적으로 가난한 장쑤성 북부로 이전하였다. 화학 공장들은 대개 샹수이 정부에게 특혜를 받고 있다. 화학 공장에 대한 관리 감독의 부실은 샹수이 현에 거대한 재앙을 가져왔다. 2007년 11월 27일, 천자강 화학 지구의 한 화학 공장에서 폭발이 발생했고 7명이 사망하고 많은 사람들이 부상당했다.

## 행정 구역
8개 진, 4개 향을 관할한다.
- 진: 响水镇, 陈家港镇, 小尖镇, 黄圩镇, 大有镇, 双港镇, 南河镇, 运河镇.
- 향: 张集乡, 六套乡, 七套乡, 老舍乡.